# (29198) Weathers
(29198) Weathers (1991 DW) – planetoida z grupy pasa głównego asteroid okrążająca Słońce w ciągu 4,19 lat w średniej odległości 2,6 j.a. Odkryta 18 lutego 1991 roku.